# 김민석 (1990년생 배우)
김민석(金玟錫, 1990년 1월 24일~)은 대한민국의 배우이다.

## 학력
- 경남공업고등학교(졸업)
- 금곡중학교(졸업)
- 부산정보대학 호텔조리과 전문학사(졸업)
- 글로벌사이버대학교 방송연예학과(졸업)

## 생애
1990년 1월 24일 부산광역시 북구 금곡동에서 태어나면서 부모와 함께 살지 못하고 할머니와 함께 살았다. 성인이 된 이후에 제대로 된 직장을 가지지 못하는 모습을 보고 매우 안타까워하는 할머니로부터 많이 혼나기도 했지만 《연예가중계》 프로그램에 출연하고 나서 할머니로부터 인정받게 되었다는 일화가 있다. 어릴 적 싸워서 코가 휘게 되어 "불편한 점은 없지만 숨을 크게 들이마시면 콧볼이 한 쪽만 붙어 숨쉬는게 힘들다"라고 했던 김민석은 최근 수술로 코뼈를 교정했다. 음식점에서 주방보조로 일하다 사장의 도움으로 일식조리사 자격증을 취득하였고 이후 한식과 양식 조리사 자격증도 취득하였다.
그러다 우연히 배우를 꿈꾸게 되고 "다시는 주방 칼을 잡지 않겠다"라는 결심을 한 뒤 그동안 사용하던 칼을 자신이 가르쳤던 직장동료 형에게 물려주고 서울로 올라와서 퀵 택배와 음식점 등의 배달 아르바이트를 하면서 단역 배우를 하다가 2011년 엠넷 《슈퍼스타 K》에 출연하게 되어 대중적으로 알려지게 되었다.
2012년 드라마 《닥치고 꽃미남밴드》 오디션에 합격하고 첫 연기를 하게 되었고 반응이 좋았다 본인도 연기쪽으로 가고 싶어 했으나 소속사는 아이돌 보이그룹을 지향하여 의견차가 나고 결국 소속사없이 혼자서 아르바이트를 하고 오디션을 보러 다닌다. 일찍이 슬럼프를 겪어온 김민석에게 웹드라마 《후유증》은 스스로 해낸 결과물이라서 의미가 깊은 작품이라고 한다. 2016년 사전 제작으로 방영된 드라마 《태양의 후예》에서 극중 서대영(진구 분)의 의동생 역을 맡으며 본격적으로 연기활동에 주목받기 시작했다. 최종 오디션때 출연진과 배우들에게 초밥을 만들어줬다는 일화가 있다. 태양의 후예 당시에도 연기활동과 아르바이트를 병행한 것으로 알려져 있다. 2016년 드라마 《닥터스》로 제53회 백상예술대상 TV부문 남자 신인 연기상을 수상했다.

## 출연 작품

### 드라마
- 2012년 tvN 월화 드라마 《닥치고 꽃미남밴드》 ... 서경종 역
- 2014년 네이버 TV 웹 드라마 《후유증》 ... 조인호 역
- 2014년 네이버 TV 웹 드라마 《후유증 Season Ⅱ》 ... 조인호 역
- 2014년 KBS2 금요 드라마 《하이스쿨 러브온》 ... 박병욱 역
- 2015년 KBS2 월화 드라마 《후아유 - 학교 2015》 ... 민석 역
- 2015년~2016년 MBC every 1 8부작 화요 드라마 《상상고양이》 ... 육해공 역
- 2016년 KBS2 수목 드라마 《태양의 후예》 ... 김기범 역
- 2016년 SBS 월화 드라마 《닥터스》 ... 최강수 역
- 2017년 SBS 월화 드라마 《피고인》 ... 이성규 역
- 2017년 JTBC 금토 드라마 《청춘시대 2》 ... 서장훈 역
- 2017년 tvN 월화 드라마 《이번 생은 처음이라》 ... 심원석 역
- 2018년 JTBC 월화 드라마 《뷰티 인사이드》 ... 한세계 역(특별출연)
- 2018년 SBS 드라마스페셜 《흉부외과 - 심장을 훔친 의사들》 ... 레지던트 역
- 2018년 KBS2 드라마 스페셜 《닿을 듯 말 듯》 ... 강성찬 역
- 2020년 KAKAO TV 웹 드라마 《도시남녀의 사랑법》 ... 최경준 역
- 2021년 KAKAO TV 웹 드라마 《오늘부터 엔진 ON》 ... 차대현 역
- 2021년 SBS 월화 드라마 《라켓소년단》 ... 취준생 역(특별출연)
- 2023년 ENA 수목 드라마 《딜리버리 맨!》 ... 도규진 역
- 2023년 MBC 수요 드라마 《오늘도 사랑스럽개》 ... 강은환 역
- 2023년 JTBC 드라마 《피타는 연애》
- 2024년 Netflix 오리지널 드라마 《Mr. 플랑크톤》 ... 유기호 역
- 2025년 TVING 오리지널 드라마 《샤크: 더 스톰》 ... 차우솔 역

### 영화
| 연도 | 제목               | 역할   | 비고     |
| ---- | ------------------ | ------ | -------- |
| 2017 | 미옥               | 김주환 |          |
| 2019 | 광대들: 풍문조작단 | 팔풍   |          |
| 2019 | 퍼펙트맨           | 강정기 | 우정출연 |
| 2021 | 샤크 : 더 비기닝   | 차우솔 |          |
| 2021 | Re-BORN(리-본)     |        | 1+1      |
| 2023 | 신체모음.zip       |        |          |

### 방송
| 연도 | 방송사          | 제목                                                           | 역할                 |
| ---- | --------------- | -------------------------------------------------------------- | -------------------- |
| 2011 | Mnet            | 슈퍼스타K3                                                     | 참가자               |
| 2016 | 올'리브         | 원나잇 푸드트립                                                | 게스트               |
| 2016 | MBC             | 라디오스타                                                     | 게스트               |
| 2016 | MBC             | 미스터리 음악쇼 복면가왕                                       | 게스트 (태양의 후배) |
| 2016 | SBS             | 인기가요                                                       | MC (공승연, 정연)    |
| 2016 | SBS             | 꽃놀이패                                                       | 게스트               |
| 2016 | tvN             | SNL 코리아 8                                                   | 호스트               |
| 2017 | SBS             | 정글의 법칙 in 코타마나도                                      | 게스트               |
| 2018 | MBC             | 이불 밖은 위험해                                               | 게스트               |
| 2020 | tvN             | 식스센스                                                       | 게스트               |
| 2020 | JTBC            | 아는형님                                                       | 게스트               |
| 2022 | MBC             | MBC 다큐프라임 448회 : 불패신화를 만나다! - KCTC전문대항군연대 | 내레이션             |
| 2023 | MBC, 라이프타임 | 빈집살래3: 수리수리 마을수리                                   | 고정출연             |
| 2023 | MBC             | 나혼자 산다                                                    | 게스트               |

### 앨범
- 2012 《닥치고 꽃미남밴드 OST Part3》 타이틀곡 : 어쩌다 널

### 광고
| 연도        | 기업명         | 제품명       | 종류        | 공동 출연     |
| ----------- | -------------- | ------------ | ----------- | ------------- |
| 2016        | 한국코카콜라   | 암바사       | 음료        |               |
| 2016        | 파고다교육그룹 | 파고다어학원 | 교육        |               |
| 2016 ~ 2017 | (주)헨어스     | 에드윈       | 의류        |               |
| 2017        | 현대자동차     | 코나         | 소형 자동차 | 하하, 에릭 남 |

## 수상 및 후보
| 연도 | 시상식                         | 부문                           | 작품               | 결과 |
| ---- | ------------------------------ | ------------------------------ | ------------------ | ---- |
| 2016 | 제9회 코리아 드라마 어워즈     | 남자 신인상                    | 태양의 후예        | 후보 |
| 2016 | 제5회 아시아태평양 스타 어워즈 | 남자 신인상                    | 태양의 후예        | 후보 |
| 2016 | 제29회 그리메상                | 남자 신인상                    | 태양의 후예        | 후보 |
| 2016 | SBS 연예대상                   | 남자 신인상                    | 인기가요           | 후보 |
| 2016 | SBS 연예대상                   | 베스트 엔터테이너상            | 인기가요           | 수상 |
| 2016 | SBS 연기대상                   | 뉴스타상                       | 닥터스             | 수상 |
| 2016 | KBS 연기대상                   | 남자 신인상                    | 태양의 후예        | 후보 |
| 2017 | 제12회 숨피 어워즈             | 라이징 스타상                  | 태양의 후예        | 수상 |
| 2017 | 제53회 백상예술대상            | TV부문 남자 신인연기상         | 닥터스             | 수상 |
| 2017 | 제1회 더 서울어워즈            | 드라마부문 남자 신인상         | 피고인             | 수상 |
| 2017 | SBS 연기대상                   | 월화드라마부문 남자 우수연기상 | 피고인             | 후보 |
| 2018 | 제13회 숨피 어워즈             | 최우수조연상 남자부문          | 이번 생은 처음이라 | 후보 |